# Place Marcel-Sembat
La place Marcel-Sembat est une place du centre-ville de Boulogne-Billancourt,,. Il s'agit du carrefour le plus fréquenté de la ville.

## Situation et accès
Convergent sur cette place:

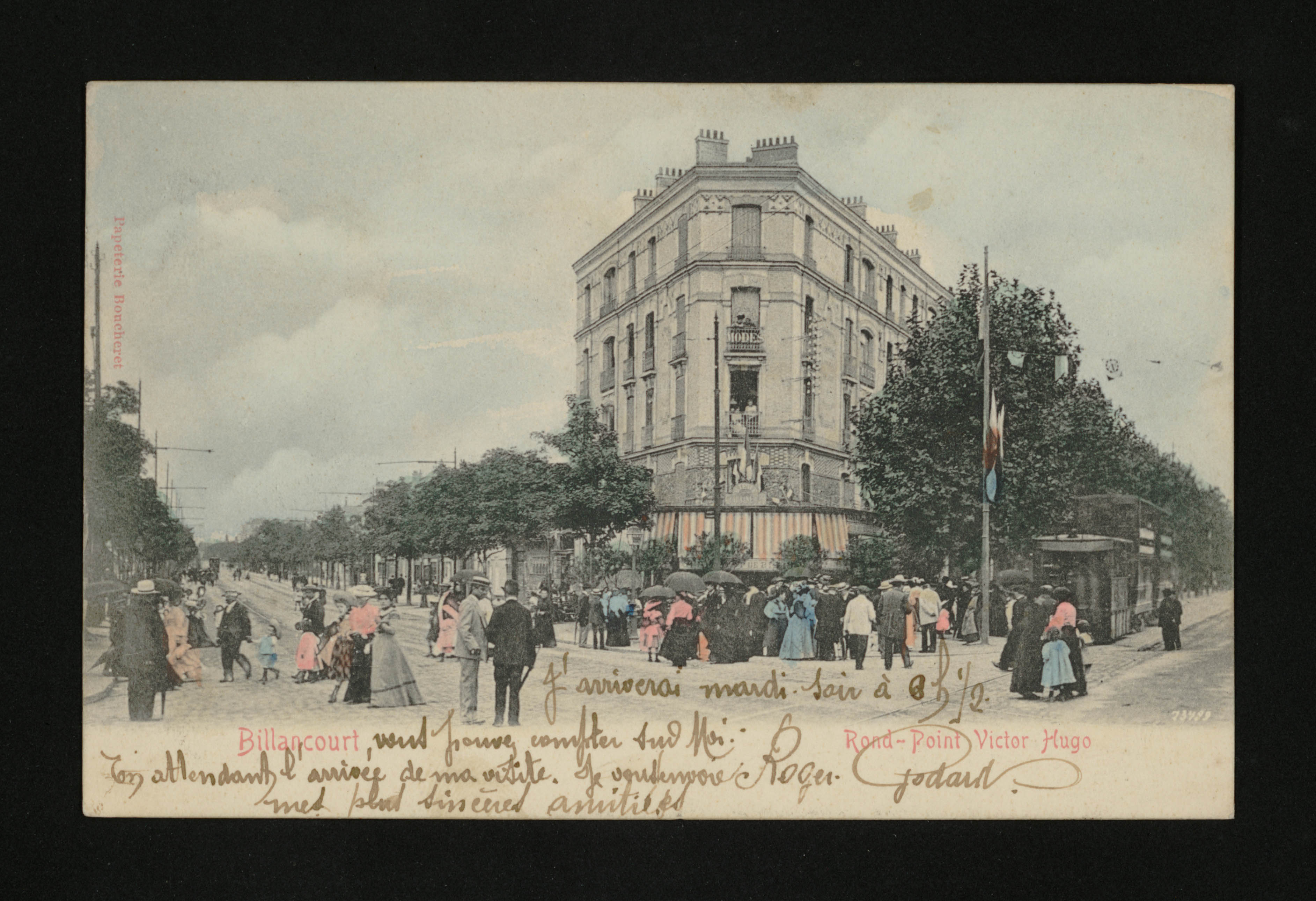
Le rond-Point Victor-Hugo à l'angle de l'avenue Victor-Hugo.

- Avenue Édouard-Vaillant, sur la RN10, vers Paris ;
- Le boulevard de la République ;
- Le boulevard Jean-Jaurès ;
- La rue des Quatre-Cheminées ;
- Avenue du Général-Leclerc, vers Sèvres, toujours sur la RN10. Un tunnel routier traverse la place.
- L'avenue André-Morizet ;
- L'avenue Victor-Hugo.

Elle est desservie par la station de métro Marcel-Sembat, sur la ligne 9 du métro de Paris.

## Origine du nom

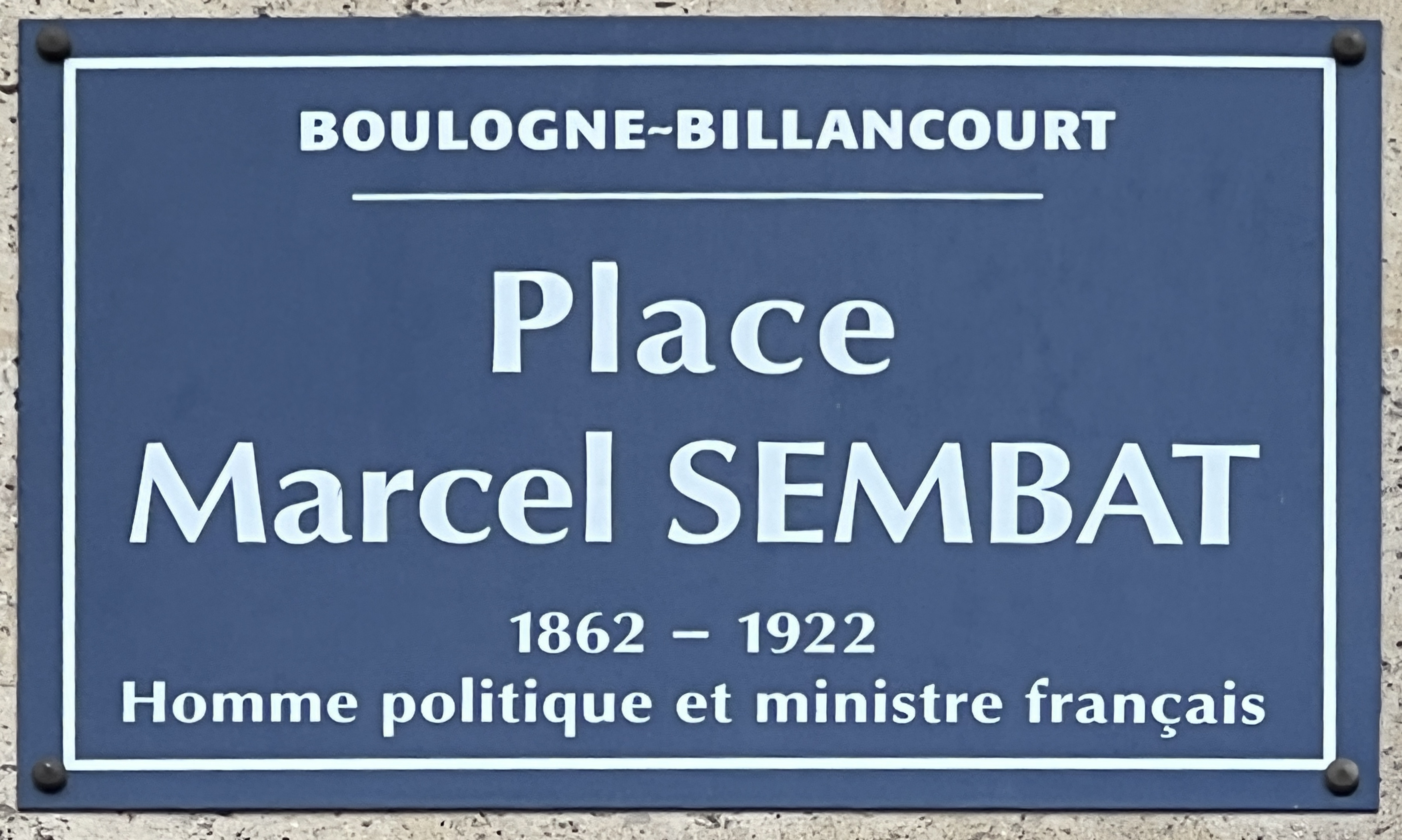
Plaque Place Marcel Sembat - Boulogne-Billancourt.

Cette place rend hommage au journaliste Marcel Sembat (1862-1922) qui fut député socialiste du 18e arrondissement de Paris.

## Historique
La place commence vers 1822 comme intersection entre la route des Princes (Victor Hugo) et la nouvelle route de Versailles (avenues Vaillant et Leclerc), construite sous Napoléon pour desservir le nouveau pont de Sèvres. Elle prend le nom de carrefour des Quatre Cheminées puis place Marcel Sembat.

## Bâtiments remarquables et lieux de mémoire
- Station de métro Marcel-Sembat.